# 吉爾德蘭森特 (紐約州)
吉爾德蘭森特（英語：Guilderland Center）是位於美國紐約州奧爾巴尼縣的非建制地區。

## 歷史
吉爾德蘭森特的郵局自1831年營運至今。

## 地理
吉爾德蘭森特所處的海拔為高於海平面94米（即308英呎），而該地所採用的時區為UTC-5，即北美东部时区（EST）。同時該地設有夏令時間，為UTC-5調快一小時，即UTC-4（EDT）。